# Edward Dmytryk
Edward Dmytryk (Grand Forks, 4 settembre 1908 – Encino, 1º luglio 1999) è stato un regista, montatore e produttore cinematografico statunitense.

## Biografia

### Gli inizi
Di origini ucraine, nacque in Canada ma ben presto raggiunse la sua famiglia trasferitasi dall'Ucraina a San Francisco, diventando cittadino statunitense all'età di 31 anni. Dal 1930 al 1939 lavorò come capo montatore alla Paramount, e il suo ultimo film in tale veste fu Zazà (1939) di George Cukor. I suoi film più conosciuti del periodo pre-maccartista furono Odio implacabile (1947), per cui ottenne la candidatura all'Oscar al miglior regista e L'ombra del passato (1944), adattamento del romanzo di Raymond Chandler, in cui il celebre investigatore Philip Marlowe è interpretato da Dick Powell.

### Vittima del maccartistmo
Interrogato dalla Commissione per le attività antiamericane (HUAC), rifiutò di collaborare, divenendo uno dei "Dieci di Hollywood" e finendo nella lista nera: fu incarcerato e solo in un secondo momento decise di fornire i nomi di alcuni associati del Partito Comunista degli Stati Uniti d'America. Il 25 aprile 1951 comparve nuovamente a testimoniare davanti al Comitato, facendo i nomi di alcuni di coloro che erano stati associati per un breve periodo intorno al 1945, epoca in cui egli stesso era affiliato.

### Film di successo
Per un breve periodo il regista si trasferì in Inghilterra e Stanley Kramer gli propose di dirigere alcuni film a basso budget. Successivamente lavorò per la Columbia, la 20th Century Fox, la MGM e la Paramount Pictures, realizzando notevoli film quali L'ammutinamento del Caine (1954), L'albero della vita (1957), I giovani leoni (1958), L'angelo azzurro (1959), un remake del celebre e omonimo film (1930) con Marlene Dietrich, e L'uomo che non sapeva amare (1964). Questi film furono interpretati da star del cinema del calibro di Humphrey Bogart, Clark Gable, Spencer Tracy, Elizabeth Taylor, Bette Davis, Montgomery Clift e Marlon Brando sebbene, a parte il memorabile western Ultima notte a Warlock (1959), la maggior parte di questi lavori perse quello slancio psicologico ed emozionale del suo primo film noir Odio implacabile. Negli anni settanta la sua attività di regista andò progressivamente diminuendo e iniziò a insegnare presso le università del Texas ad Austin e della California. Scrisse diversi libri di successo sull'arte del cineasta, che divennero testi di studio in molti college e teatri americani (come l'Orson Welles Cinema).

### Vita privata
Edward Dmytryk è stato sposato dal 1932 al 1947 con l'attrice francese naturalizzata svizzera Madeleine Robinson. Dopo il divorzio, nel 1948 si è risposato con l'attrice Jean Porter, rimasta con il regista fino alla morte di quest'ultimo avvenuta nel 1999.

## Filmografia

### Regista
- The Hawk (1935) – Accreditato come Edward Dymtryk
- Million Dollar Legs (1939) – Co-regia con Nick Grinde[3]
- Television Spy (1939)
- Emergency Squad (1940)
- Guanti d'oro (Golden Gloves) (1940)
- Mystery Sea Raider (1940)
- Her First Romance (1940)
- The Devil Commands (1941)
- Under Age (1941)
- Sweetheart of the Campus (1941)
- The Blonde from Singapore (1941)
- Secrets of the Lone Wolf (1941)
- Confessions of Boston Blackie (1941)
- Counter-Espionage (1942)
- Seven Miles from Alcatraz (1942)
- Hitler's Children (1943)
- The Falcon Strikes Back (1943)
- Captive Wild Woman (1943)
- Tragico oriente (Behind the Rising Sun) (1943)
- Eravamo tanto felici (Tender Comrade) (1943)
- L'ombra del passato (Murder, My Sweet) (1944)
- Gli eroi del Pacifico (Back to Bataan) (1945)
- Missione di morte (Cornered) (1945)
- Anime ferite (Till the End of Time) (1946)
- So Well Remembered (1947)
- Odio implacabile (Crossfire) (1947)
- Vendico il tuo peccato (Obsession) (1949)
- Cristo fra i muratori (Give Us This Day) (1949)
- Gli ammutinati dell'Atlantico (Mutiny) (1952)
- Nessuno mi salverà (The Sniper) (1952)
- Otto uomini di ferro (Eight Iron Men) (1952)
- I perseguitati (The Juggler) (1953)
- Three Lives (1953) – Cortometraggio
- L'ammutinamento del Caine (The Caine Mutiny) (1954)
- La lancia che uccide (Broken Lance) (1954)
- La fine dell'avventura (The End of the Affair) (1955)
- L'avventuriero di Hong Kong (Soldier of Fortune) (1955)
- La mano sinistra di Dio (The Left Hand of God) (1955)
- Bing Presents Oreste (1956) – Cortometraggio
- La montagna (The Mountain) (1956)
- L'albero della vita (Raintree County) (1957)
- I giovani leoni (The Young Lions) (1958)
- Ultima notte a Warlock (Warlock) (1959)
- L'angelo azzurro (The Blue Angel) (1959)
- Anime sporche (Walk on the Wild Side) (1962)
- Cronache di un convento (The Reluctant Saint) (1962)
- L'uomo che non sapeva amare (The Carpetbaggers) (1964)
- Quando l'amore se n'è andato (Where Love Has Gone) (1964)
- Mirage (1965)
- Alvarez Kelly (1966)
- Lo sbarco di Anzio (Anzio) (1968) – Co-regia con Duilio Coletti
- Shalako (1968)
- Barbablù (Bluebeard) (1972)[4]
- He Is My Brother (1975)
- Il giustiziere (The Human Factor) (1975)
- Not Only Strangers – cortometraggio (1979)

### Montatore
- Solo gli scemi lavorano (Only Saps Work), regia di Cyril Gardner e Edwin H. Knopf (1930)
- La famiglia reale di Broadway (The Royal Family of Broadway), regia di George Cukor e Cyril Gardner (1930)[5]
- Make Me a Star, regia di William Beaudine (1932)
- College Rhythm, regia di Norman Taurog (1934)
- Il maggiordomo (Ruggles of Red Gap), regia di Leo McCarey (1935)[5]
- The Hawk, regia di Edward Dymtryk (1935) – Accreditato come Moe Miller
- Too Many Parents, regia di Robert F. McGowan (1936)
- Three Cheers for Love, regia di Ray McCarey (1936)
- Three Married Men, regia di Edward Buzzell (1936)
- Easy to Take, regia di Glenn Tryon (1936)
- Murder Goes to College, regia di Charles Reisner (1937)
- Turn Off the Moon, regia di Lewis Seiler (1937)
- Double or Nothing, regia di Theodore Reed (1937)
- Hold 'Em Navy, regia di Kurt Neumann (1937)
- Il diamante fatale (Bulldog Drummond's Peril), regia di James P. Hogan (1938)
- Prison Farm, regia di Louis King (1938)
- Mademoiselle Zazà (Zaza), regia di George Cukor (1938)
- Un grande amore (Love Affair), regia di Leo McCarey (1939)
- Some Like It Hot, regia di George Archainbaud (1939)

### Produttore
- Tragico oriente (Behind the Rising Sun), regia di Edward Dmytryk (1943)[5]
- La montagna (The Mountain), regia di Edward Dmytryk (1956)
- Ultima notte a Warlock (Warlock), regia di Edward Dmytryk (1959)
- Cronache di un convento (The Reluctant Saint), regia di Edward Dmytryk (1962)

## Riconoscimenti
- Premio Oscar
  - 1948 – Candidatura per il miglior regista per Odio implacabile
- Festival di Cannes
  - 1947 – Grand Prix per il miglior film sociale per Odio implacabile
  - 1949 – Candidatura al Grand Prix per Vendico il tuo peccato
  - 1955 – Candidatura alla Palma d'oro per La fine dell'avventura
- Mostra internazionale d'arte cinematografica di Venezia
  - 1950 – Premio Pasinetti per Cristo fra i muratori
  - 1950 – Candidatura al Leone d'oro per Cristo fra i muratori
  - 1954 – Candidatura al Leone d'oro per L'ammutinamento del Caine
- Directors Guild of America Award
  - 1955 – Candidatura per il miglior regista per L'ammutinamento del Caine
  - 1959 – Candidatura per il miglior regista per I giovani leoni

- New York Film Critics Circle Awards
  - 1947 – Candidatura per il miglior regista per Odio implacabile
  - 1954 – Candidatura per il miglior regista per L'ammutinamento del Caine
- Laurel Awards
  - 1958 – Candidatura per il miglior regista
  - 1959 – Candidatura per il miglior regista
  - 1960 – Candidatura per il miglior regista
  - 1962 – Candidatura per il miglior regista
  - 1966 – Candidatura per il miglior regista
- Festival internazionale del cinema di San Sebastián
  - 1965 – Concha de Oro per Mirage (ex aequo con La mela d'oro di Otakar Vávra)
- San Luis Obispo International Film Festival
  - 1995 – King Vidor Memorial Award

## Pubblicazioni
- On Screen Acting: An Introduction to the Art of Acting for the Screen, di E. Dmytryk e Jean Dymtryk, 1984, Focal Press, Waltham (Massachusetts) – ISBN 9781138584365
- On Screen Writing, di E. Dmytryk, 1984, Focal Press, Waltham (Massachusetts) – ISBN 9781138584464
- On Film Editing: An Introduction to the Art of Film Construction, di E. Dmytryk, 1984, Focal Press, Waltham (Massachusetts) – ISBN 9780240517384
- On Screen Directing, di E. Dmytryk, 1985, Focal Press, Waltham (Massachusetts) – ISBN 9780240517162
- On Filmmaking, di E. Dmytryk, 1986, Focal Press, Waltham (Massachusetts) – ISBN 9780240517605
- Cinema: Concept & Practice, di E. Dmytryk, 1988, Focal Press, Waltham (Massachusetts) – ISBN 9781138584266
- Odd Man Out: A Memoir of the Hollywood Ten, di E. Dmytryk, 1996, Southern Illinois University Press, Carbondale (Illinois) – ISBN 9780809319992